# 퍼드 갤빈
제임스 프랜시스 갤빈(James Francis Galvin, 1856년 12월 25일 ~ 1902년 3월 7일)는 미국의 야구 선수로, 내셔널 어소시에이션, 메이저 리그 베이스볼에서 투수로 뛰었다. 메이저 리그 최초로 300승을 달성했으며, 미국 야구 명예의 전당에 1965년 헌액되었다.